# 六甲镇
六甲镇，是中华人民共和国广西壮族自治区河池市金城江区下辖的一个乡镇级行政单位。

## 行政区划
六甲镇下辖以下地区：
河化社区、六甲社区、拉烈村、旦洞村、高功村、坡维村和九怀村。